# Manie

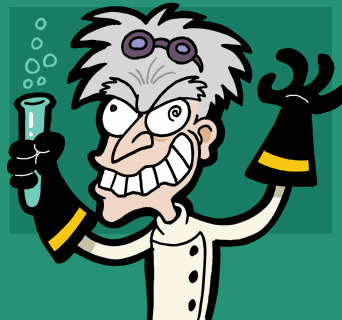
Stereotipul omului de știință maniac

Mania este un simptom comportamental psihiatric, caracterizat printr-un nivel anormal de ridicat de stimulare, dispoziție și energie. În timpul unui episod maniacal, individul va experimenta rapid emoții și stări sufletești variate, influențate intens de stimuli ambientali.
Mania este o boală mintală caracterizată prin euforie, stare de excitație psihomotorie, logoree, halucinații, incoerență a gândirii etc. Cu sens atenuat, mania constituie o preocupare exagerată pentru ceva; deprindere bizară.

## Semnificații ale termenului
Mania este un termen cu sensuri multiple. În limbajul colocvial este folosit pentru a denumi o pasiune de nestăvilit, uneori ciudată, cum este - de exemplu - colecționarea unor obiecte lipsite de valoare economică sau estetică. Termenul este folosit și pentru formarea unor cuvinte desemnând unele afecțiuni mintale, caracterizate prin acțiuni impulsive, necontrolabile (cleptomanie, piromanie , dromomanie etc.).
În sens strict științific, mania este o stare mintală întâlnită în unele boli psihice, îndeosebi în psihoza maniaco-depresivă, caracterizată printr-o creștere exagerată a activității psihice și motorii și printr-o stare de bună dispoziție nemotivată. În psihoza maniaco- depresivă stările maniacale pot alterna cu stările depresive.